# Evangelische Kirche Leihgestern

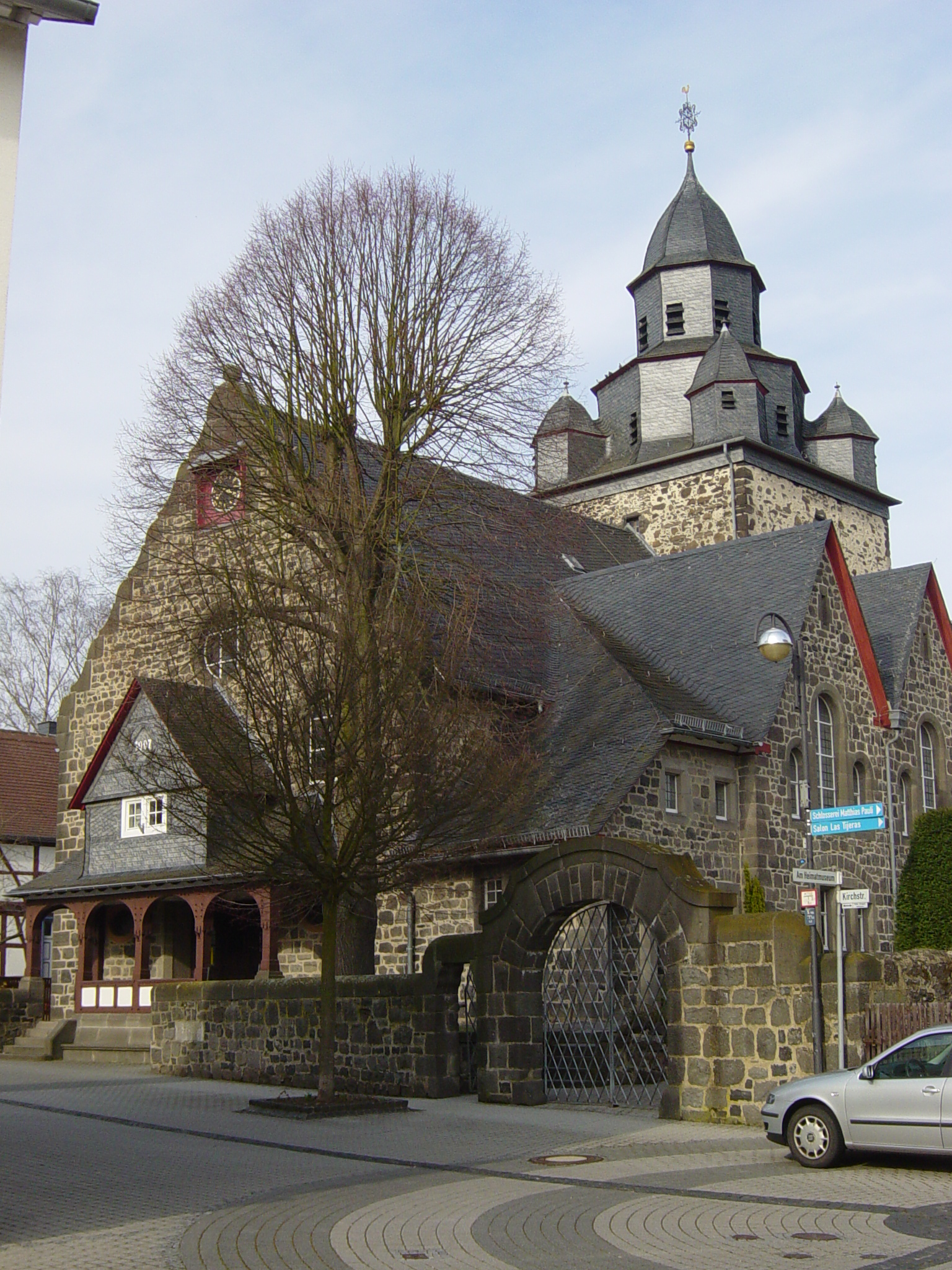
Südwestseite der Kirche

Die Evangelische Kirche in Leihgestern, einem Stadtteil von Linden im Landkreis Gießen in Mittelhessen, ist eine Saalkirche im Jugendstil mit einem spätgotischen Turm aus der ersten Hälfte des 15. Jahrhunderts oder dem frühen 16. Jahrhundert. Der verschieferte Turmaufbau erhält seine charakteristische Gestalt durch vier kleine Wichhäuschen. Die Elisabethenglocke wurde in der ersten Hälfte des 14. Jahrhunderts gegossen. Nachdem ein Orkan im Jahr 1906 das alte Kirchendach und die Inneneinrichtung zerstört hatte, wurde 1908 ein neues Langhaus errichtet. Die Kirche prägt das Ortsbild und ist hessisches Kulturdenkmal.

## Geschichte

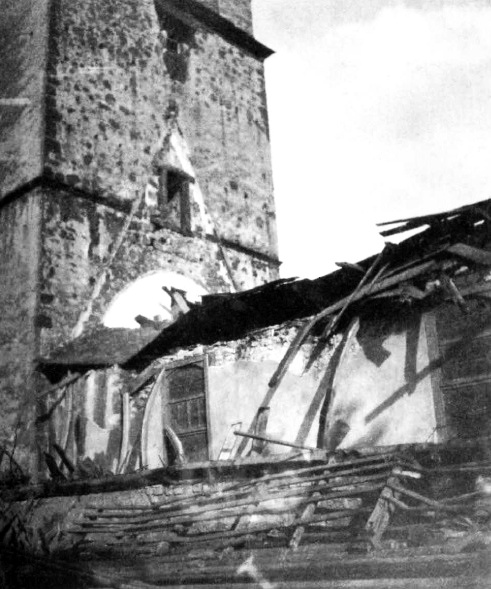
Verwüstetes Langhaus nach dem Orkan 1906

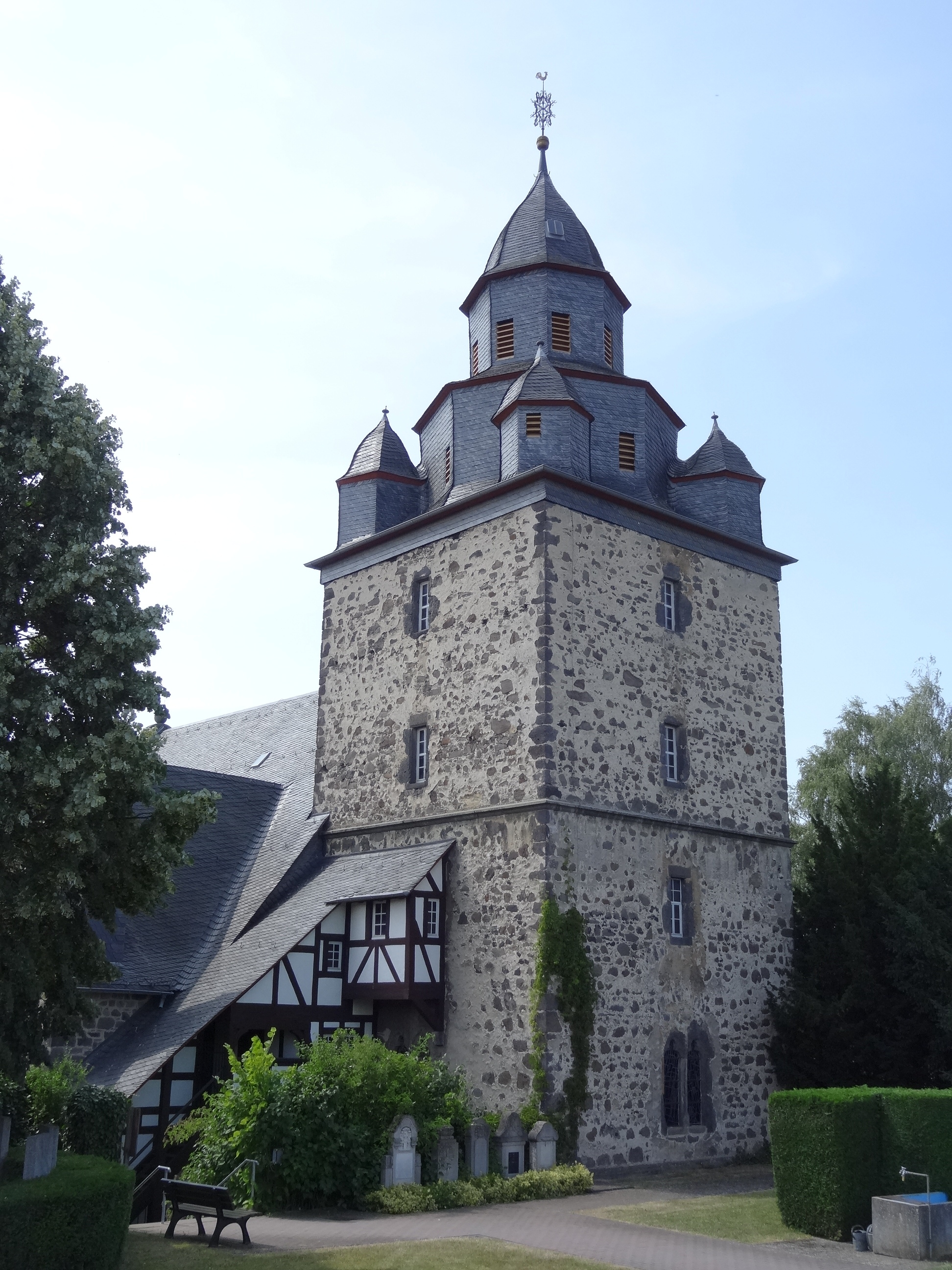
Südost-Seite des Turms (15. Jahrhundert)

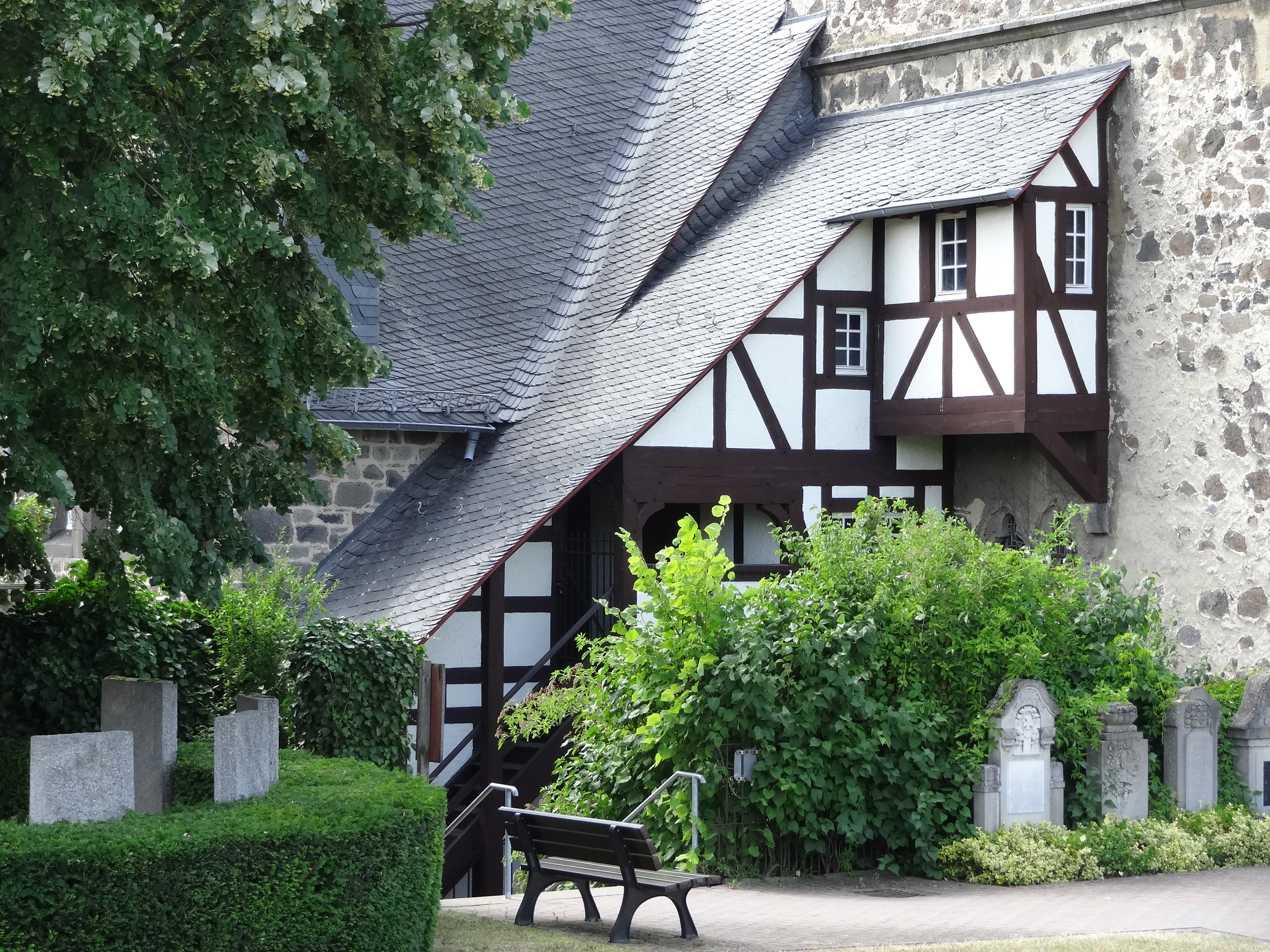
Alte Außentreppe (17. Jahrhundert)

Im 9. Jahrhundert sind Stiftungen in der Mark Leihgestern an das Kloster Fulda und an das Kloster Lorsch nachgewiesen. Zwischen Leihgestern und dem Kloster Schiffenberg bestanden im Mittelalter enge Beziehungen, allerdings kein Filialverhältnis. Im Jahr 1237 verpflichtete sich das Kloster nach einem Streit, den der Abt des Klosters Arnsburg in einem Schiedsspruch beendete, dass Mönche dreimal wöchentlich in der Kapelle zu Leihgestern Messen hielten („divina procurare“), und verzichtete auf die Wiese „Rorehe“ und die aus dem Weidegelände entstehenden Einkünfte, die für die Durchführung der Gottesdienste vorgesehen waren. Der übrige Seelsorgedienst wurde weiterhin von Großen-Linden versehen. Im Jahr 1258 war Leihgestern beim Kloster Schiffenberg und 1532 bei Großen-Linden eingepfarrt. Nachdem der Deutsche Orden auf dem Schiffenberg im Jahr 1432 zwei wöchentliche Messen für ausreichend hielt, entschieden Schiedsleute vor dem Landgrafen im Marburger Schloss im Sinne der Leihgesterner.
Im 10. bis 13. Jahrhundert wurde eine romanische, rechteckige Kapelle (16 × 8,5 Meter) errichtet, die kleine rundbogige Fenster und ein Schopfwalmdach hatte. Wahrscheinlich in der ersten Hälfte des 15. Jahrhunderts wurde der mächtige Ostturm angebaut. Darauf weisen auch die Glocken aus dem 14. und 15. Jahrhundert, die nicht in einem Dachreiter über dem alten Kirchenschiff aufgehängt worden sein können. Im Zuge der Reformation schloss sich Leihgestern 1532 dem lutherischen Bekenntnis an. In diesem Jahr forderte die Gemeinde Leihgestern vom Deutschen Orden die Abschaffung der Messen und die Einsetzung eines evangelischen Predigers, was gewährt wurde. Nach einer Visitation im Jahr 1559 wurde der „ungeschickte“ Geistliche entlassen und Samuel Wollenhaupt von Waldkappel, Schulmeister und Kaplan in Großen-Linden, zu zwei Predigten in der Woche verpflichtet. Für die Kasualien wie Taufen, Trauungen und Beerdigungen mussten die Gemeindeglieder aber nach wie vor den Weg nach Großen-Linden auf sich nehmen. Großen-Linden und der Landgraf widerstanden dem mehrfachen Wunsch der Kirchengemeinde nach einer eigenständigen Pfarrstelle, der ab 1568 laut wurde. Erst im Jahr 1574 entsprach der Landgraf der Bitte, erhob Leihgestern zur selbstständigen Pfarrei und erhielt das Patronatsrecht. Als erster evangelischer Pfarrer wirkte hier Samuel Wollenhaupt von Waldkappel von 1574 bis 1599.
In den 1550er Jahren wurde das Kirchenschiff umgebaut. Spätestens seit dem Ende des 16. Jahrhunderts lag die Baupflicht an der Kirche bei der bürgerlichen Gemeinde. Der Turm, der als „einer der schönsten Kirchtürme in Oberhessen“ gilt, erhielt zwischen 1594 und 1597 seinen heutigen Turmhelm mit einem neuen Glockenstuhl und die Chorkapelle ihr Kreuzgewölbe. Der Innenraum erfuhr von 1692 bis 1697 eine tiefgreifende Umgestaltung. So wurden umlaufende Emporen und eine Orgel über dem Triumphbogen eingebaut, die bisherige Flachdecke durch ein hölzernes Tonnengewölbe ersetzt sowie außen eine überdachte Freitreppe zur Südempore geschaffen. Eine erste Turmuhr ist seit dem Jahr 1680 nachgewiesen. 1765 wurde die abgängige Westwand neu aufgeführt, 1867 die Südmauer, die durch einen Blitzschlag in den Turm am 21. April 1831 einen wachsenden Spalt in der Baunaht zum Turm erhalten hatte. Weitere Blitzschläge am 10. August 1868 und am 23. August 1898 hinterließen hingegen keine größeren Schäden.
Im Jahr 1905 wurde Ludwig Hofmann, Kirchenbaumeister der Evangelischen Landeskirche in Nassau, mit Entwürfen für einen Kirchenneubau beauftragt, da das alte Kirchenschiff nicht mehr genügend Platz bot. Zunächst lehnte die bürgerliche Gemeinde die Übernahme der vorgesehenen Kosten von 75.000 Mark für einen Neubau ab. Ein Orkan am 31. Mai 1906 brachte das Kirchendach zum Einsturz und zerstörte die Inneneinrichtung weitgehend, sodass die Gemeinde einen Neubau beschloss und auch die bürgerliche Gemeinde, durch „höhere Gewalt“ gezwungen, den Plänen nun positiv gegenüberstand. Mit dem Abriss des Kirchenschiffs wurde am 15. August 1906 begonnen. Baubeginn war der 18. März 1907, Grundsteinlegung am 9. Mai 1907. Der Kirchenneubau wurde am 9. August 1908 eingeweiht und durch die politische Gemeinde finanziert. Kirchenrenovierungen fanden 1967 und von 2006 bis 2009 statt.

## Architektur

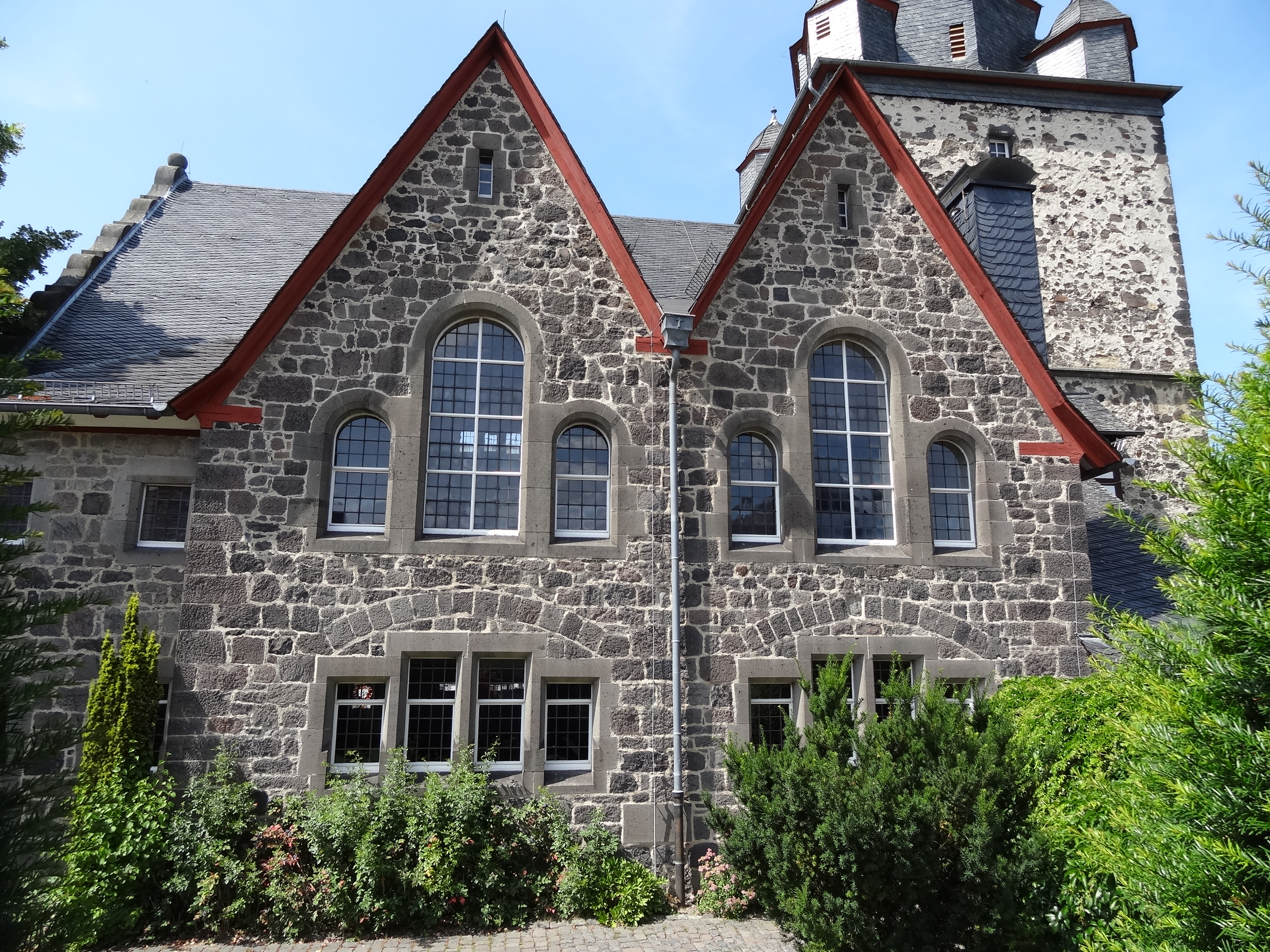
Südliche Giebel

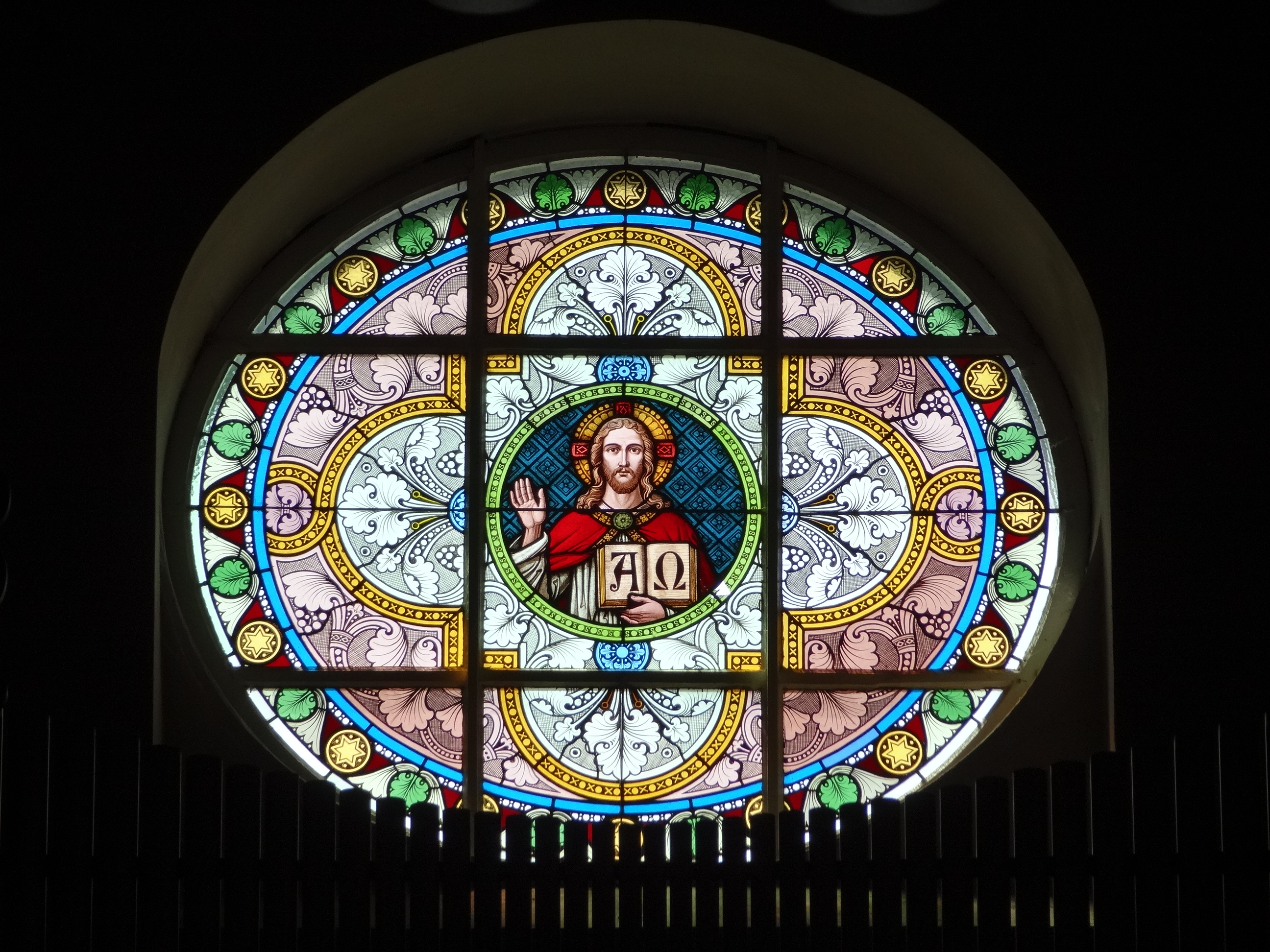
Christus-Fenster im Westgiebel

Die nahezu geostete, rechteckige Saalkirche aus Bruchstein-Mauerwerk aus Feldstein ist westlich an den alten Chorturm im Jugendstil angebaut. Die westliche Giebelmauer besteht aus oberhessischem Basalt. Gegenüber dem Vorgängerbau ist das Kirchenschiff nach Norden und noch stärker nach Süden verbreitert. Der querschiffartige südliche Teil erscheint durch die eingebaute Empore wie ein Seitenschiff. Entsprechend dem Wunsch der Gemeinde verwendete der Architekt die alte Außentreppe der Südempore wieder, die unter Fachwerk auch zum ersten Turmobergeschoss führt. Der leicht geschweifte Westgiebel ist barockisierend, die südlichen Quergiebel sind gotisierend.
Der mächtige, viergeschossige Chorturm aus Bruchstein-Mauerwerk wird von einem verschieferten Turmhelm abgeschlossen. Die zwei Geschosse des achteckigen Mittelhelms verjüngen sich nach oben und werden durch ein geschweiftes Pultdach verbunden. Der Helm wird von vier kleinen Ecktürmen, polygonalen Wichhäuschen mit Hauben, flankiert und von einem Turmknopf mit Kreuz und Wetterhahn bekrönt. Ein Gesims gliedert den Turmquader in je zwei Geschosse. Das untere Chorgeschoss weist ein Kreuzgratgewölbe und an den drei freien Seiten gekuppelte Maßwerkfenster mit Nasen und Spitzbogen auf. Dass das hohe Gewölbe nachträglich in den Turm eingebaut worden ist, zeigt sich an den jeweils versetzten Geschossebenen, die die alten Turmfenster schneiden. Aufgrund dessen wurden versetzt neue, kleine rechteckige Fenster mit gefasten Gewänden in den Turm eingebrochen. Der Turm misst bis zum Knopf 30 Meter, vom Fußboden der Kirche bis zum Wetterhahn mehr als 32 Meter. Die Mauerstärke beträgt unten 1,4 Meter, der quadratische Grundriss 9,15 × 9,15 Meter.
Die Nordseite weist vier große rundbogige Bleiglasfenster auf, die Erhardt Jakobus Klonk 1974 gestaltete, sowie in der Holztonne zweimal drei kleine rechteckige Oberlichter, die in kleinen Dachgauben eingebaut sind. In der westlichen Giebelseite ist ein erhaltenes rundes Buntglasfenster aus der alten Kirche eingefügt, das Christus mit der aufgeschlagenen Bibel zeigt, umgeben von breitem Rankenwerk. Darunter befinden sich zwei kleine ovale Fenster und ganz unten zwei Rundfenster. In der Giebelspitze befindet sich die Kirchenuhr. Ein hölzerner Vorbau aus Fachwerk, der als westlicher Haupteingang dient, wird durch eine offene Arkadenreihe und einen verschieferten Aufsatz mit Giebel geprägt. Im unteren Bereich der Südseite sind im südlichen Querschiff zweimal vier rechteckige Fenster angebracht, die innen von einer großen Nische mit Segmentbogen umschlossen werden. Darüber befinden sich in den beiden Giebelbereichen drei Rundbogen-Maßwerkfenster, ein großes mittleres, das von zwei kleineren flankiert wird. In der Ostseite ist das spätgotische Zwillingsfenster erhalten. Das Bleiglasfenster wurde 1961 nach einem Entwurf von Rudolf Dieß gestaltet.
Ein geschweiftes Tor im Jugendstil rechts der Kirche ermöglicht den Zugang zum Friedhof östlich der Kirche, der von einer gemauerten Einfriedung umgeben ist. An der Ostseite sind alte Grabsteine aus dem 16., 17. und 18. Jahrhundert aufgestellt, darunter das des ersten Pfarrers Wollenhaupt († 1599). An der Südseite erinnert ein Obelisk an die Gefallenen der beiden Weltkriege.

## Ausstattung

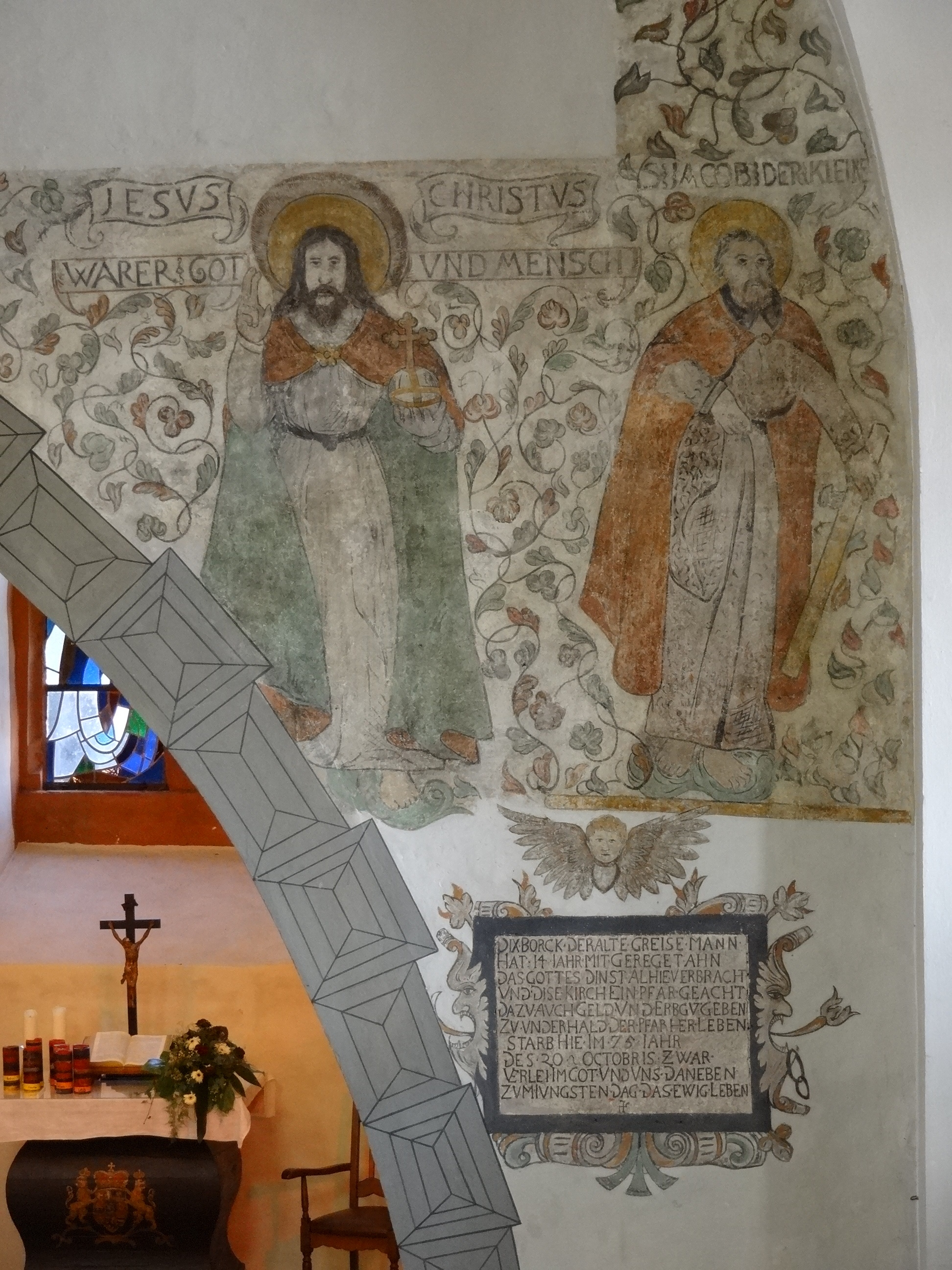
Christus und Jakobus der Kleine auf Fresken des 16. Jahrhunderts

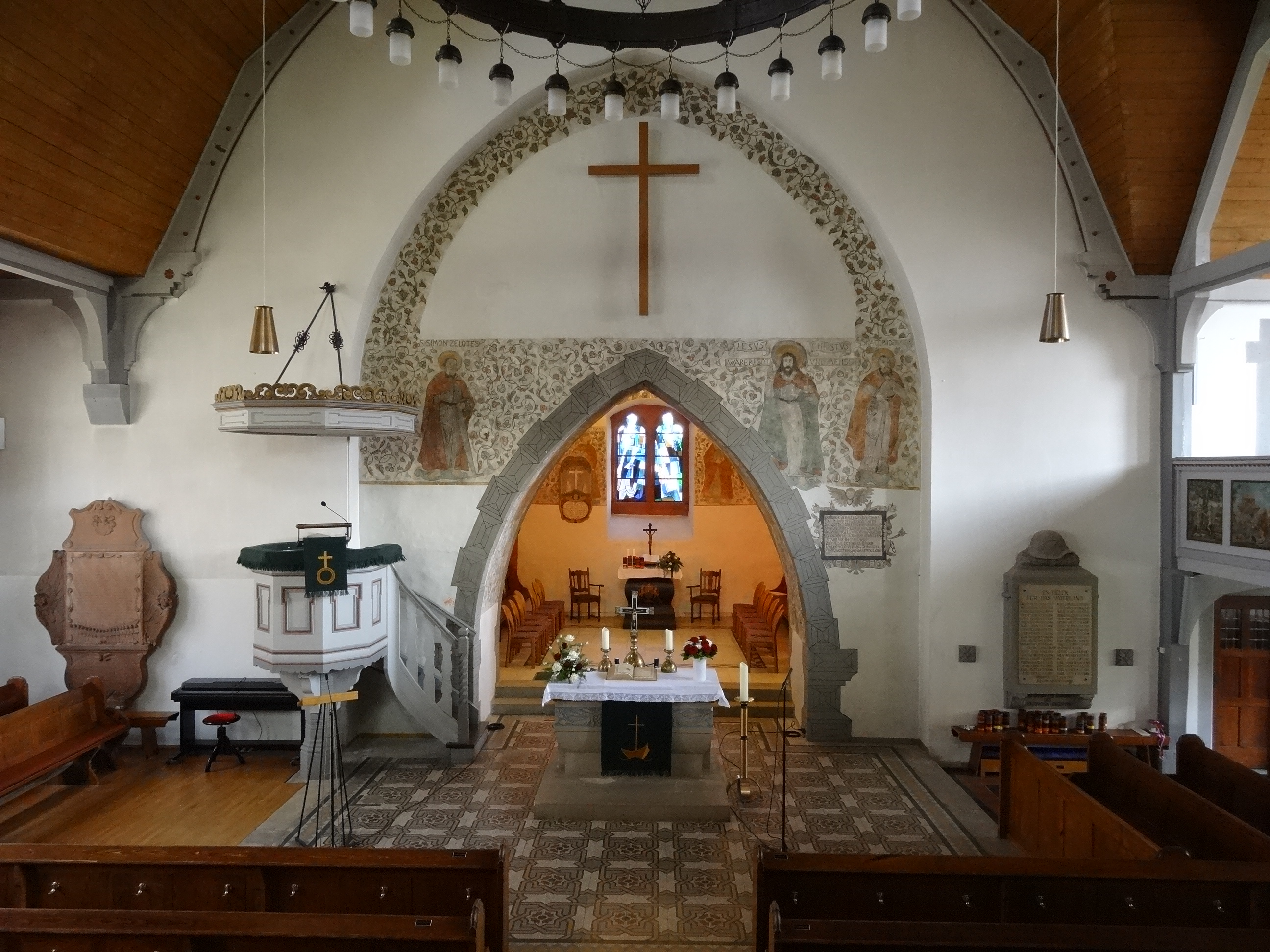
Innenraum Richtung Osten

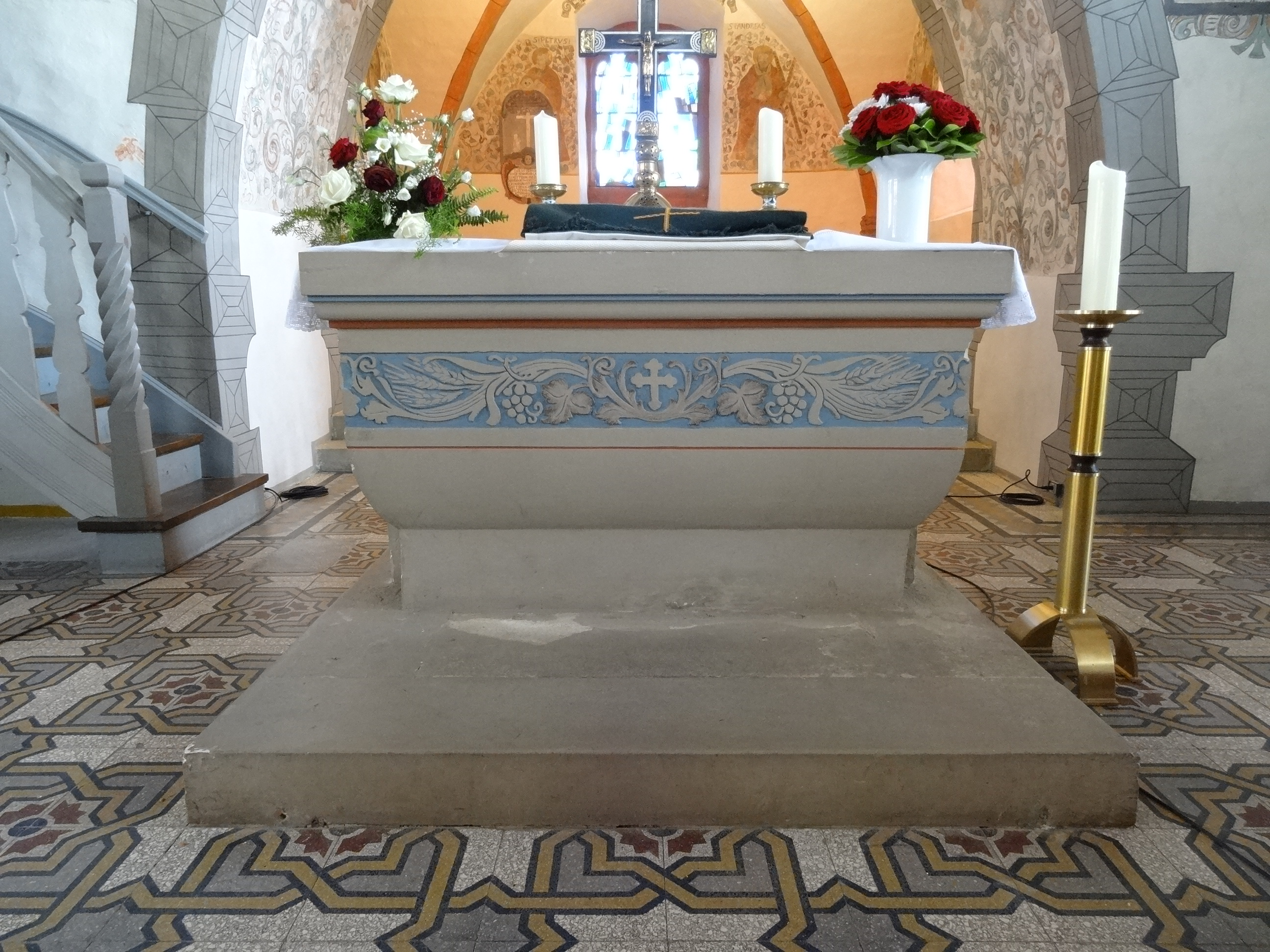
Jugendstil-Altar

Der Innenraum wird von einem hölzernen Tonnengewölbe abgeschlossen. Ein spitzbogiger Triumphbogen, der in eine große Spitzbogennische eingebettet ist, ermöglicht den Durchgang vom Kirchenschiff in den Chorturm. Möglicherweise entstand der Spitzbogen durch Überhöhung eines romanischen Rundbogens. Auf seiner Umrahmung sind Diamant-Quader aufgemalt. Auf der kassettierten Brüstung an der Südseite, die noch aus dem Vorgängerbau stammt, sind zwölf Gemälde mit biblischen Szenen angebracht. Daniel Hisgen schuf den Zyklus im Jahr 1789, der ursprünglich aus etwa 30 Bildern bestand, von denen nach dem Kircheneinsturz ein Dutzend für den Neubau übernommen wurde. Die Ölgemälde auf Leinwand haben eine Größe von 62 cm × 59 cm und geben sechs alttestamentliche Szenen (Sündenfall, Arche Noah, Noahs Dankopfer, Moses Berufung, Moses Empfang der Gesetzestafeln, Mose und die eherne Schlange) und sechs neutestamentliche Szenen wieder (Jesus und Zachäus, Abendmahl, Jesu Gebet im Garten Gethsemane, Geißelung, Kreuztragung, Kreuzigung). Während der Restaurierung im Jahr 2008 entdeckte der Heimatforscher Heinz-Lothar Worm 14 weitere, beschädigte und nicht restaurierte Tafeln im Turm, die in der Mitte des 19. Jahrhunderts restauriert wurden. Sie zeigen zwei alttestamentliche Szenen (Erschaffung Evas, Opferung Isaaks), neun neutestamentliche Szenen (Verkündigung, Christi Geburt, Beschneidung, Christus und Nikodemus, Verklärung, Begräbnis, Auferstehung, Himmelfahrt, Pfingsten) und drei mit den Evangelisten Matthäus, Markus und Lukas mit ihren jeweiligen Symbolen. Die Westempore, auf der die Orgel aufgestellt ist, ist gegenüber der Südempore leicht erhöht.
Die spätgotischen Fresken an der Ostwand und im Turm aus der zweiten Hälfte des 16. Jahrhunderts wurden 1906 wiederentdeckt und freigelegt. Zwischen Rankenwerk sind lebensgroß der segnende Christus mit der Inschrift „JESVS CHRISTVS WARER GOT VND MENSCH“ und zehn Apostel dargestellt; Judas Thaddäus und Judas Iskariot fehlen. Der obere Rankenbogen, der ein schlichtes Holzkreuz umschließt, wurde 1908 im alten Stil ergänzt. Eine Rötelzeichnung beim Kanzelaufgang, die 1967 entdeckt wurde und einen doppelköpfigen Vogel zeigt, geht vermutlich auf das Jahr 1237 zurück und stellt das Wappen der Ritter von Leihgestern dar. Rechts am Triumphbogen erinnern eine aufgemalte Gedenkschrift in einer Tafel mit Rollwerk und Fratzen an Dix Borck und eine Inschrift auf rotem Sandstein am Treppenaufgang zum Turm an Antonius Henkel, die beide durch Geldspenden und Stiftungen die neue Pfarrstelle mitfinanzierten.
Der Altarbereich ist um eine Stufe erhöht und mit Steinfliesen versehen, die geometrisch fortlaufende Ornamente aufweisen. Aus der Erbauungszeit des Kirchenschiffs stammt der Jugendstil-Altar, der aus Backstein aufgemauert und mittig vor dem Triumphbogen aufgestellt ist. Die aufliegende Sandsteinplatte ist oben mit einem Band aus Ähren und Reben in oberhessischer Kratzarbeit verziert. Das Altarkreuz und die beiden Leuchter schuf Ernst Riegel aus Darmstadt im Jahr 1909. Für den hölzernen Taufaltar in der Chorkapelle, der aus der Vorgängerkirche stammt, wurden 1958 zwei silberne Leuchter und ein silbernes Kreuz gestiftet. Links vom Triumphbogen steht die achteckige Kanzel mit Schalldeckel und geschwungenem Kanzelaufgang auf einem achteckigen Holzfuß. Die Felder des Kanzelkorbs haben profilierte Füllungen. Die schmiedeeisernen Kronleuchter gestaltete die Gießener Firma Gräfe nach einem Entwurf des Kirchenbaumeisters Ludwig Hofmann.

## Orgel

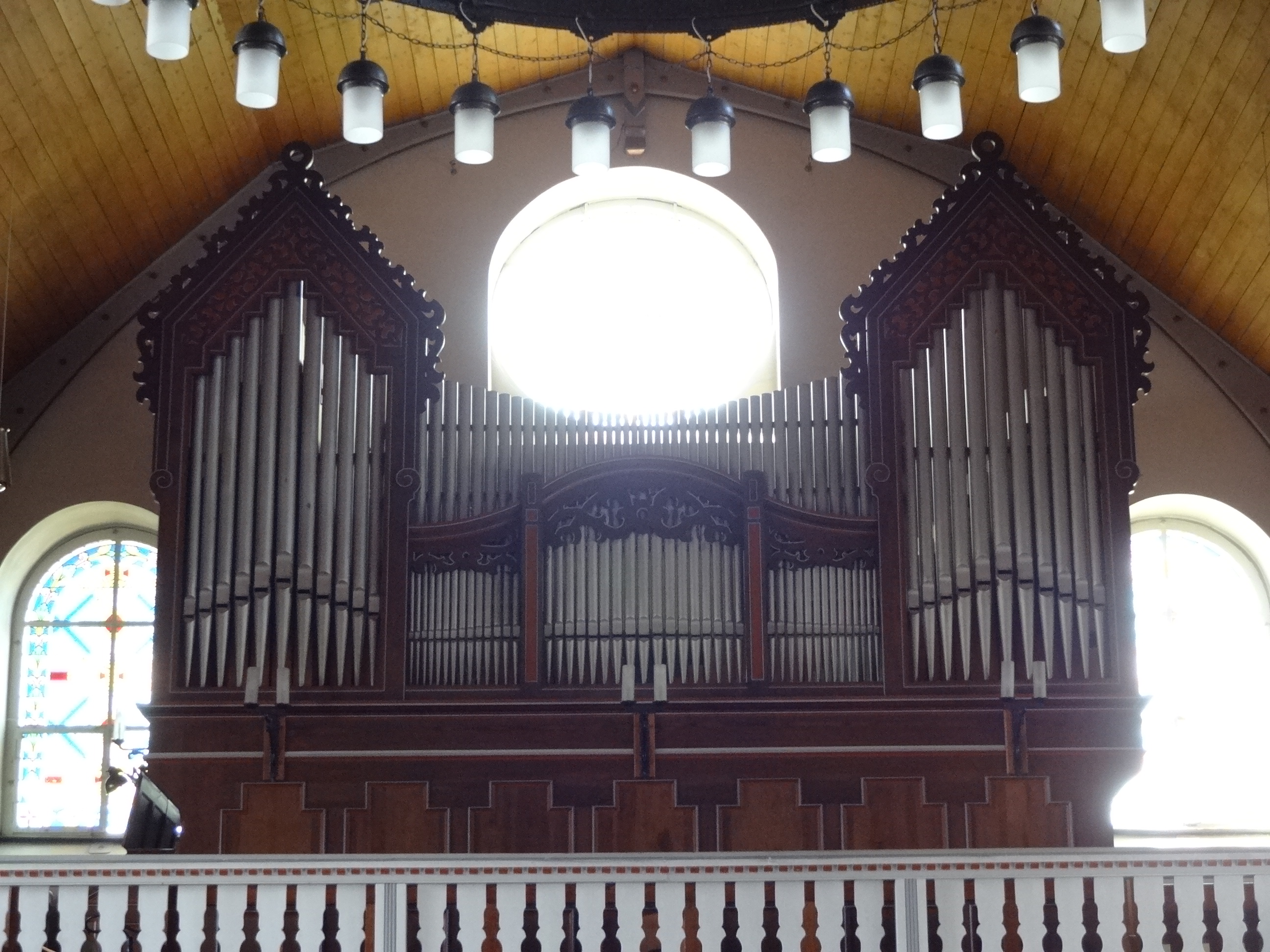
Orgel von 1908

Die Kirche besaß 1695 eine Orgel, die an der Ostseite des damaligen Schiffs über dem Triumphbogen aufgestellt war. Das einmanualige Instrument hatte sieben Register. Nach der Zerstörung der Orgel im Jahr 1906 baute Förster & Nicolaus Orgelbau 1908 ein neues Werk auf der Westempore im Stil der Romantik. Die Orgel kostete 5.980 Mark. Im Jahr 1951 erhielt das Instrument ein elektrisches Gebläse. Zwei Drittel der Register stehen in Acht-Fuß-Lage und ermöglichen eine stufenlose, orchestrale Klangdynamik. Die Oboe ist als Labialregister konzipiert und setzt sich aus zwei Pfeifenreihen zusammen, die über einen Kollektivzug bedient werden. Im fünfteiligen Prospekt, der durch die beiden hohen seitlichen Pfeifenfelder mit Giebelabschluss geprägt wird, sind die Frontpfeifen stumme Attrappen. Die Spiel- und Registertraktur ist pneumatisch. Die Kegelladen-Orgel verfügt über 17 (18) Register, die auf zwei Manuale und Pedal verteilt sind.
| I Manual C–f3 |       |
| Bourdon       | 16′   |
| Prinzipal     | 8′    |
| Flöte         | 8′    |
| Gamba         | 8′    |
| Dolce         | 8′    |
| Holzgeige     | 8′    |
| Oktave        | 4′    |
| Mixtur III–IV | 2 ⁄3′ |

| II Manual C–f3              |    |
| Geigenprincipal             | 8′ |
| Flauto Amabile              | 8′ |
| Quintatön                   | 8′ |
| Violine                     | 8′ |
| Voix Céleste                | 8′ |
| Flauto Dolce                | 4′ |
| Oboe                        | 8′ |
| (aus Quintatön und Violine) |    |

| Pedal C–d1   |     |
| Subbaß       | 16′ |
| Violonbaß    | 16′ |
| Principalbaß | 8′  |

- Koppeln:
  - Normalkoppeln: II/I, I/P, II/P
  - Superoktavkoppeln: I/II Sup
  - Suboktavkoppeln: I/II Sub
- Spielhilfen: 3 feste Kombinationen (p, mf, tutti), automatisches Pianopedal

## Glocken
Der Kirchturm beherbergt ein Dreiergeläut. Ursprünglich hing die Elisabethenglocke aus der ersten Hälfte des 14. Jahrhunderts wahrscheinlich in einem Dachreiter des romanischen Vorgängerbaus. Die anderen beiden Glocken wurden für den vermutlich um 1450 errichteten Ostturm von Johann Bruwiller gegossen. Da die Glocken als historisch wertvoll eingestuft wurden, entgingen sie in beiden Weltkriegen der Ablieferung an die Rüstungsindustrie.
| Nr. | Gussjahr  | Name                           | Durchmesser (mm) | Höhe (mm) | Schlagton | Inschrift | Bild |
| 1   | 1452      | Marien- oder Gemeindeglocke    | 840              | 720       | h1        | [Relief von Ritter Georg] sit aura pia dom rogat iste maria [Relief einer stehenden Marienfigur] est sua vox ba ba potens repeliere satan [Relief eines Heiligenbildes] s' benedictus [oben auf der Kappe:] sub anno dni m° cccc° lii° |      |
| 2   | 1300–1350 | Elisabethen- oder Elfuhrglocke | 790              | 670       | h1        | salve crux digna super omnia elisabeth santa pro nobis pro erat verbum et verbum omnibus ora in principio [Relief von Elisabeth mit einem Bettler]                                                                                     |      |
| 3   | 1454      | Vaterunser- oder Schulglocke   | 580              | 510       | fis2      | [Kruzifix und Münze] O rex glorie [Relief einer Marienfigur] veni cum pace [Relief einer Heiligen mit Buch und Fahne] Anno dni m° cccc° liiii°                                                                                         |      |

## Kirchengemeinde
Im Jahr 2015 hatte die Kirchengemeinde etwa 3100 Mitglieder. Sie gehört zum Dekanat Gießen (Propstei Oberhessen) in der Evangelischen Kirche in Hessen und Nassau. Zwischen 1878 und 1890 wurde Leihgestern von Großen-Linden und Watzenborn betreut. Im Jahr 1986 wurde eine zweite Pfarrstelle eingerichtet. Die evangelischen Pfarrer sind seit der Reformationszeit lückenlos nachgewiesen.
- 1574–1599: Samuel Wollenhaupt

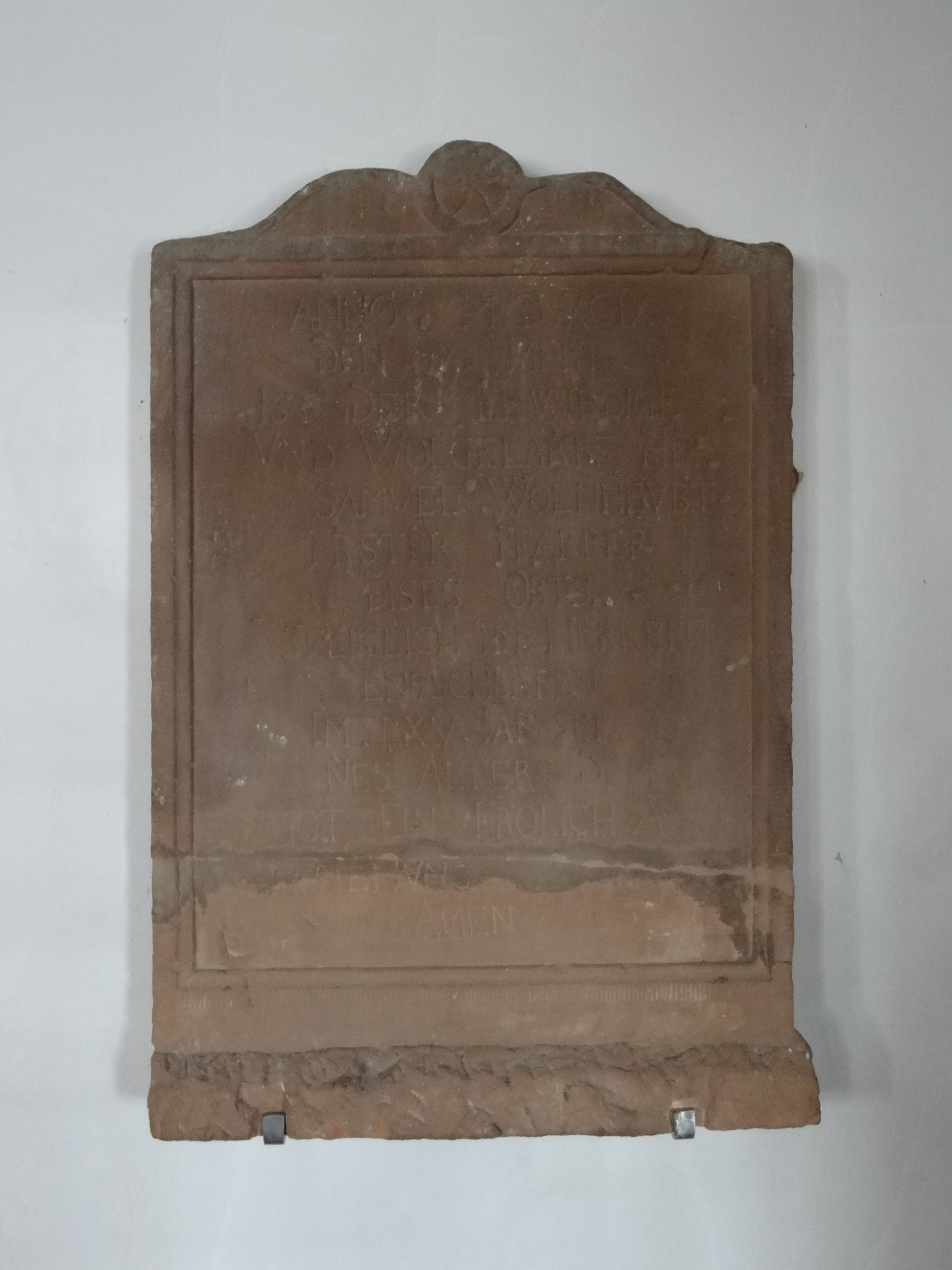
Epitaph für Samuel Wollenhaupt

- 1599–1604: Johannes Wollenhaupt, Sohn von Samuel Wollenhaupt
- 1604–1639: Adam Willius (Will)
- 1639–1644: Johann Balthasar Wagner
- 1645–1690: Johann Daniel Stockhausen
- 1690–1700: Georg Henrich Heel, 1689–1690 Adjunkt
- 1700–1718: Johann Andreas Werner
- 1718–1746: Conradus Valentinus (Velten), 1707–1718 Adjunkt
- 1746–1751: Emmanuel Christian Stannarius, 1742–1746 Adjunkt
- 1751–1757: Johann Justus Müller
- 1757–1773: Heinrich Christoph Dornseiff
- 1774–1814: Johann Heinrich Weichard
- 1814–1821: Carl Weichard, Sohn von Johann Heinrich Weichard
- 1821–1831: Ludwig Römheld
- 1831–1838: Bernhard Ferdinand Müller
- 1839–1843: August Scriba
- 1843–1854: Karl Wolf
- 1854–1866: Wilhelm Wüst
- 1867–1873: Eduard Eckstein
- 1873–1878: August Zimmermann
- 1890–1914: Karl Strack
- 1914–1924: Ludwig Hainebach
- 1924–1929: Karl Jäger
- 1929–1930: Spezialvikar Staubach
- 1930–1946: Wilhelm Reusch
- 1946–1975: Heinrich Schäfer
- 1975–1976: Jörg Ohlemacher
- 1977–1997: Walter Bujard
- 1998–2015: Susanne Weide
- seit 2016 0: Edwin Tonn

Zweite Pfarrstelle:
- 1986–1990: Andreas Rose
- 1990–1995: Renate Dienst
- 1995–1999: Christine Lohrum
- 200100000: Mario Hesse-Keil
- 2001–2005: Jan Spangenberg
- 2005–2012: Imogen Kasemir-Arnold
- 2013–2015: Johannes Cunradi
- 2015–2022: Angelika Maschke
- seit 20250: Johannes Krug (halbe Stelle)